# 3 Ninjas Kick Back
3 Ninjas Kick Back est un jeu vidéo d'action et de plates-formes sorti en 1994 sur Mega Drive, Mega-CD, et Super Nintendo. Le jeu a été développé par Malibu Interactive et édité par Psygnosis.
Il s'agit d'une adaptation du film Les trois ninjas contre-attaquent.